# Tymofijiwka (rejon pokrowski)
Tymofijiwka (ukr. Тимофіївка) – wieś na Ukrainie, w obwodzie donieckim, w rejonie pokrowskim, w hromadzie Hrodiwka. W 2001 liczyła 33 mieszkańców.